# Puente Vizana
Puente Vizana es un despoblado español del municipio de Alija del Infantado, perteneciente a la provincia de León, en la comunidad autónoma de Castilla y León.

## Geografía
El lugar se encuentra a orillas del río Órbigo.

## Historia
Hacia mediados del siglo XIX, el lugar, ya por entonces perteneciente a Alija de los Melones, tenía contabilizada una población de dieciséis habitantes. Aparece descrito en el decimotercer volumen del Diccionario geográfico-estadístico-histórico de España y sus posesiones de Ultramar de Pascual Madoz con las siguientes palabras:

PUENTE VIZANA: desp. en la prov. de Leon (9 leg.), part. jud. de la Bañeza (3), ayunt. de Alija de los Melones (1/3). sit. en un llano á la márg. izq. del Orbigo; su clima es bastante sano. Tiene 4 casas, y una igl. de patronato del duque del Infantado, dedicada á Ntra. Sra. de Puente Vizana; en ella se celebra una muy concurrida romeria el lunes siguiente al domingo de Cuasimodo. Confina con términos de Coomonte y Maire (prov. de Zamora), Saludes, Altobar y Alija. El terreno es poco productivo, y montuoso en su mayor parte. prod.: algunos granos y pastos; cria caza de varios animales, y pesca de truchas, barbos, anguilas y otros peces en el Orbigo. pobl.: 4 vec., que son, 2 guardas, un ventero y un barquero, todos los cuales componen 16 alm. contr.: con el ayuntamiento.
(Madoz, 1849, p. 276)